# القيد (ذي السفال)

تعديل مصدري - تعديل

القيد محلة تابعة لقرية ذي الحيكل، التابعة لعزلة شوائط بمديرية ذي السفال إحدى مديريات محافظة إب في الجمهورية اليمنية، بلغ تعداد سكانها 56 حسب تعداد اليمن لعام 2004.